# UNICORN (밴드)
유니콘(일본어: ユニコーン, UNICORN)은 일본의 록 밴드이다. 1986년 결성해서 1993년 해산, 2009년에 재결성했다.

## 구성원
- 가와니시 고이치
- 오쿠다 다미오

해산 후 PUFFY을 프로듀스 한 적도 있다.
- 데시마 이사무
- 호리우치 가즈시 (EBI)
- 아베 요시하루

해산 후 기시단을 프로듀스 한 적도 있다.

## 개요
1986년 히로시마에서 결성, 1987년 앨범 《BOOM》으로 메이져 데뷔했다. 멤버 전원이 곡을 쓸 수 있고 보컬이 가능하다.
1993년 해산하고 멤버들은 솔로 활동이나 다른 밴드, 프로듀서로 활동했다.
해산 후 15년 후인 2009년 신정, 특설 사이트에 오쿠다, 아베, 테시마, 호리우치, 가와니시 5명의 신년인사가 공개되었다. 5일 후에는 새 음반 발매, 라이브 투어 실시를 발표했다.

## 음반 목록

### 싱글
- WAO! (2009년 2월 5일)
- 한세이키 쇼넨 (半世紀少年, 2009년 10월 7일)

### 앨범
1. BOOM (1987년)
2. PANIC ATTACK (1988년)
3. 핫토리 (1989년)
4. 게다모노노아라시 (1990년)
5. 오도루카메야푸시 (1990년)
6. 하부아나이스데 (1990년)
7. 히게토보인 (1991년)
8. SPRINGMAN (1993년)
9. シャンブル 샹부르[*] (2009년 2월 18일)

## 에피소드
리더인 가와니시가 재결성도 했고 밴드명을 바꾸면 어떨까 제안했지만 바로 멤버들에게 거부당했다. 후보는 페가소스, 시리우스, UNICoooooRN(GReeeeN을 패러디)였다고 한다.